# Comuna Kropîvna, Hmilnîk
Kropîvna (în ucraineană Кропивна) este o comună în raionul Hmilnîk, regiunea Vinnița, Ucraina, formată din satele Klitenka, Kropîvna (reședința) și Stupnîk.

## Demografie
Componența lingvistică a satului Kropîvna
     Ucraineană (99,29%)
     Alte limbi (0,71%)
Conform recensământului din 2001, majoritatea populației satului Kropîvna era vorbitoare de ucraineană (99,29%), existând în minoritate și vorbitori de alte limbi.